# 東京人形夜
東京人形夜 (tokyoningyoya) は、パントマイム・ダンス・人形振りに特化した日本の劇団。舞台公演の他、ＣＭ、ＴＶ、ＭＶなどに出演している。稽古場・劇場は足立区が支援。
2010年旗揚げ。パフォーマー・パーツが主宰、演出。配下に劇団東京人形夜若手会、ダンスサークルFlowerがあり、総勢50名超のメンバーで構成されている。

## 主要な劇団員
- パフォーマー・パーツ（パントマイミスト・演出家・振付師・大道芸人）

1969年9月12日生まれ。北海道出身。1980年代からブレイクダンサーとして活動。ヘブンアーティストとして登録済。
- Mr. FIX（ウォーキングアクトパフォーマー）
- オルゴール人形オリーブ[2]（人形振り師・パントマイミスト）
- マイムピー（ストリートパフォーマー、ダンサー、人形振り師）
- ウメ（ダンサー）
- YUKIHA（ダンサー、バレリーナ）

## 公演
長編の舞台も存在するが、主に２～６分の短編作品を得意とする。
- 「木曜ナイトショー 東京人形夜」（2010年～2012年）
- 「東京の屋根の下」（2012年）
- 「四谷玩具店」（2011年）
- 足立区生涯学習センター共催「オモチャノココロ」（2013年9月）
- 「六本木マイム」（2014年2月）
- 「La poupee」（台詞劇）（2014年3月～4月）
- 「MONOCHROME」（2014年5月～）

## 作品
- 「LEGO WARS」
- 「THE TYPEWRITER」
- 「世界紀行」

## メディア経歴

### パフォーマーパーツ

#### TV
- 日本テレビ「ミュージックドラゴン」2014/6/20
- 絢香「にじいろ」ＭＶ　ピエロ・犬役　2014/6/18
- Ｅテレ「シャキーン！」鏡の国アート　2014/4～
- テレビ東京「乃木坂って、どこ?」2014/1/12
- BSジャパン「暮らしの学校」2013/11/16
- フジテレビ「世界で誰も見たことがない対決ショーほこ×たて」2011/1/31・2011/5/2[3]
- フジテレビ「知りたがり!」2012/5/25
- 日本テレビ「ZIP!」2012/12/5
- TBS 「THE プレッシャー！」2012/9/15
- NOTTV「バナナマンのテイテン」2012/7/9
- TBS あらびき団「リバイバル公演」DVD 出演 2012/3/28発売
- TBS「あらびき団」90分スペシャル 2010/9/7

#### CM
- インテル社 ウルトラブック 2012・2013 (宇宙篇 カフェ篇 列車篇 書斎篇)
- ソニー社「NEXFS100J」NAB2012（ラスベガス）2012/4/18

### ロボティンFIX(ダンサー・マイムアーティスト)
- TBS「THE プレッシャー!」2012/9/15
- 日本テレビ「超再現!ミステリー」2012/6/12～
- フジテレビ「世界で誰も見たことがない対決ショーほこ×たて」2011/1/31
- PV バブルガムブラザーズ

### オルゴール人形オリーブ(マイムアーティスト)
- 絢香「にじいろ」ＭＶ　ウサギ人形役　2014/6/18
- Ｅテレ「シャキーン！」鏡の国アート　2014/4～
- 日本テレビ「所さんの目がテン!」2014/1/26
- テレビ東京「乃木坂って、どこ?」2014/1/12
- BSジャパン「ポチたまペットの旅」
- TBS「THE プレッシャー!」2012/8/28
- フジテレビ「世界で誰も見たことがない対決ショーほこ×たて」2011/1/31

### マイムピー(ダンサー・マイムアーティスト)
- 日本テレビ「所さんの目がテン!」2014/1/26
- テレビ東京「乃木坂って、どこ?」2014/1/12

### UME 梅垣由美子(ダンサー)
- 日本テレビ「所さんの目がテン!」2014/1/26
- TBS「THE プレッシャー!」2012/8/28
- フジテレビ「めちゃ²イケてるッ!」
- TBS「サンデーモーニング」
- CM アラフォーユーロビート

### YUKIHA(ダンサー・モデル)
- 映画「ゴスロリ処刑人」出演 2010
- ベースボールマガジン 掲載 2012
- 埼玉西武ライオンズ公式グッズCM 2012
- 雑誌FLASH ブルーレジェンズ特集 2013
- スポニチ新聞 スタジアムの女神たち 掲載 2013